# NGC 4699
NGC 4699 је спирална галаксија у сазвежђу Девица која се налази на NGC листи објеката дубоког неба.
Деклинација објекта је - 8° 39' 50" а ректасцензија 12h 49m 2,2s. Привидна величина (магнитуда) објекта NGC 4699 износи 9,6 а фотографска магнитуда 10,4. Налази се на удаљености од 25,7000 милиона парсека од Сунца. NGC 4699 је још познат и под ознакама MCG -1-33-13, UGCA 301, IRAS 12464-0823, PGC 43321.